# Gungwiller
Gungwiller (deutsch Gungweiler) ist eine französische Gemeinde mit 285 Einwohnern (Stand 1. Januar 2021) im Département Bas-Rhin in der Region Grand Est (bis 2015 Elsass).

## Geografie
Die Gemeinde liegt im Krummen Elsass zwischen Phalsbourg und Sarre-Union.

## Geschichte
Von 1871 bis zum Ende des Ersten Weltkrieges gehörte Gungweiler als Teil des Reichslandes Elsaß-Lothringen zum Deutschen Reich und war dem Kreis Zabern im Bezirk Unterelsaß zugeordnet.

### Bevölkerungsentwicklung
| Jahr      | 1910 | 1962 | 1968 | 1975 | 1982 | 1990 | 1999 | 2007 | 2017 |
| Einwohner | 313  | 241  | 265  | 310  | 263  | 219  | 233  | 297  | 279  |